# Сирт
Сирт (на арабски: سرت) е град в Либия. Той е административен център на община Сирт. Разположен е по крайбрежието на Средиземно море, на 0 – 50 метра надморска височина. Според оценки през 2010 г. населението му е 75 358 души.
Градът е седалище на няколко важни правителствени учреждения на национално ниво. Той е родното и лобното място на либийския лидер Муамар Кадафи.

## История

### Ранна епоха
Сирт е построен близо до мястото на древния финикийски град Макомедес-Еуфранта, който е бил важна връзка по пътя покрай брега на Средиземно море. Това е последното потвърдено място, където се е говорил пуническият език, през 5-ти век. Районът няма признат административен център и векове наред е бил нападан от бандити. В класическите времена крайбрежието е било „пословично опасно за корабоплаване“, наречено „inhospita Syrtis“ в епическата поема Енеида на Вергилий. В книгата „Изгубеният рай“ на Джон Милтън два реда (от 939 до 940) се говори за „блатиста Сиртис, нито море/нито добра суха земя“.

### Модерна епоха
През 1842 г. османците построяват крепост в Марсат ал Заафран („шафраново пристанище“), която става известна като Каср ал Заафран („шафранов замък“), а по-късно като Каср Серт. Крепостта е построена при султан Абдул Меджид I, като мярка за възстановяването на османския контрол над Триполитания след падането на династията Караманли. През 1912 г. това укрепление е превзето и ремонтирано от Кралство Италия, на негово място се образува селището Сирт.
Сирт служи като административен център под италианска власт. По време на Северноафриканската кампания от Втората световна война не е имало забележими събития на това място, което по това време е характеризирано като „опърпано малко арабско селце от кални колиби, струпано на брега на зловонно миришещ поток.“
Селото прераства в известен град след Втората световна война по две причини – откриването и експлоатацията на нефт наблизо и раждането на Муамар Кадафи през 1942 г. в палатка в Каср Абу Хади, на около 20 километра южно от Сирт. Той е изпратен в основното училище в Сирт когато е на десетгодишна възраст.

### Управление на Кадафи
След като завзема властта през 1969 г., Муамар Кадафи превръща Сирт във образец на своята самопровъзгласила се революция, изпълнявайки обширна програма от обществени работи за разширяване на бившето село в малък град. След 1988 г. повечето правителствени ведомства и либийския парламент са преместени от Триполи в Сирт, въпреки че Триполи остава официално столица на Либия. През 1991 г. е създаден университетът Ал-Тахади.
През 1999 г. Кадафи предлага идея за създаване на „Съединени африкански щати“, като административен център предлага да бъде град Сирт. През 2007 г. са обявени планове за изграждане на ново международно летище и морско пристанище.
През 1999 г. с декларацията от Сирт се състои конференция на Организацията на африканското единство, на която домакин е Кадафи. През 2007 г. той също е домакин на разговори в Сирт, за посредничество на мирното споразумение между правителството на Судан и враждуващите фракции в Дарфур.
През 2008 г. Китайската железопътна строителна корпорация печели оферта от 2,6 милиарда щатски долара в Либия за изграждане на крайбрежна железопътна линия от запад на изток на 352 км от Хумс до Сирт и железопътна линия от юг на запад с дължина 800 км за транспортиране на желязна руда от южния град Сабха до Мисрата.

## Галерия
- Изглед от града през 2007 г.
- Сградата на Събранието в Сирт през 2007 г.
- Знак на улица в града, 2012 г.
- Разрушени сгради през 2017 г., резултат от войната в Либия